# Congregació clerical
Les congregacions clericals són, en l'Església Catòlica Romana, els instituts de vida consagrada on els membres s'hi vinculen pronunciant vots religiosos simples (a diferència dels ordes religiosos, on es pronuncien vots solemnes i a perpetuïtat) i la finalitat dels quals és permetre'ls l'accés al sacerdoci. Estan regulats pel cànon 588, comma 2, del Codex iuris canonici de 1983.

## Història
Les primeres daten del final del segle xvi, quan acabà el Concili de Trento. Nasqueren com a associacions pies de clergues, i després també s'hi incorporaren laics, que vivien en comunitat però sense voler constituir veritables ordes religiosos. Es dedicaven a l'apostolat, les missions i la predicació, a més de fer obres de caritat.
Les més antigues foren les dels Doctrinaris (fundats en 1592), els Pius Obrers Catequistes Rurals (1606), la Companyia de Maria Monfortana (1705), els Passionistes (1720) i els Redemptoristes (1730). Posteriorment en destaquen els Missioners Oblats de Maria Immaculada (1816), la Societat Salesiana de Sant Joan Bosco (1859), els Agustins de l'Assumpció (1845), la Petita Obra de la Divina Providència (1903) i els Pobres Servents de la Divina Providència (1907).
| Instituts de vida consagrada i societats de vida apostòlica |                            |                                                                                |
| Ordes                                                       | Monges • Monges mendicants | Eremites • Canonges regulars • Monjos • Frares • Clergues regulars • Cavallers |
| Congregacions                                               | Germanes                   | Clergues • Germans                                                             |
| Instituts seculars                                          | femenins                   | masculins                                                                      |
| Societats de vida apostòlica                                | femenines                  | masculines                                                                     |

## Llista de congregacions clericals
- Doctrinaris;
- Pius Obrers Catequistes Rurals (Missioners Ardorins);
- Congregació dels Clergues Marians (Marians);
- Congregació de la Passió de Jesucrist (Passionistes);
- Congregació del Santíssim Redemptor (Redemptoristes o liguorins);
- Congregació dels Sagrats Cors (Picpus);
- Societat de Maria (Pares Maristes);
- Congregació de l'Esperit Sant (Espiritans);
- Companyia de Maria Montfortana (Monfortans);
- Missioners Oblats de Maria Immaculada;
- Oblats de Maria Verge;
- Pares de la Misericòrdia;
- Congregació de les Escoles de Caritat (Institut Cavanis);
- Preveres de Sant Basili;
- Missioners dels Sagrats Cors de Jesús i Maria;
- Clergues de Sant Viator (Viatorians);
- Societat de Maria (Marianistes);
- Institut de la Caritat (Rosminians);
- Fills de Maria Immaculada (Pavonians);
- Missioners de Sant Francesc de Sales d'Annecy (Fransalians);
- Congregació de San Pietro in Vincoli;
- Congregació dels Sagrats Estigmes de Nostre Senyor Jesucrist (Estigmatins);
- Congregació de Santa Creu;
- Agustins de l'Assumpció (Assumpcionistes);
- Fills de la Beata Verge Immaculada de França (Pares de Chavagnes);
- Companyia de Maria per a l'Educació dels Sordmuts;
- Congregació del Santíssim Sagrament (Sagramentins);
- Congregació de la Resurrecció de Nostre Senyor Jesucrist (Resurreccionistes);
- Missioners Fills del Cor Immaculat de Maria (Claretians);
- Congregació del Sagrat Cor de Jesús (Pares de Timon David);
- Josefins de Bèlgica;
- Societat Salesiana de Sant Joan Bosco (Salesians);
- Missioners de la Immaculada Concepció (de Lourdes);
- Missionars del Sagrat Cor de Jesús;
- Religiosos de Sant Vicenç de Paül;
- Pares del Sagrat Cor de Jesús de Bètharram;
- Oblats de Sant Francesc de Sales;
- Societat de Sant Edmon (Edmondites);
- Missioners de Nostra Senyora de la Salette;
- Fills de la Sagrada Família;
- Sacerdots del Sagrat Cor de Jesús (Dehonians);
- Congregació de Sant Josep (Josefins del Murialdo);
- Missioners Combonians del Cor de Jesús;
- Missioners de Sant Josep de Mèxic;
- Sacerdots de Santa Maria de Tinchebray;
- Congregació del Cor Immaculat de Maria (Missioners de Scheut);
- Societat del Verb Diví (Verbites);
- Religiosos Terciaris Caputxins de la Mare de Déu dels Dolors (Amigonians);
- Fills de Santa Maria Immaculada;
- Societat del Diví Salvador (Salvadorians);
- Pia Societat de Sant Francesc Xavier per a les Missions Exteriors (Xavierians);
- Carmelitans de la Santa Verge Maria Immaculada;
- Missioners de sant Carles (Scalabrinians);
- Oblats de Sant Josep (Josefins d'Asti);
- Institut Missions Consolata;
- Missioners de la Sagrada Família;
- Servents de la Caritat (Obra Don Guanella);
- Petita Missió per als Sordmuts;
- Missioners de Mariannhill;
- Congregació dels Obrers Cristians de Sant Josep de Calassanç;
- Fills de la Caritat (Fils de la Charité);
- Missioners dels Obrers;
- Missioners de l'Esperit Sant;
- Missioners dels Sagrats Cors de Jesús i Maria de Mallorca;
- Societat Sant Pau (Paulins);
- Petita Obra de la Divina Providència (Sant Lluís Orione);
- Societat de les Divines Vocacions (Pares Vocacionistes);
- Congregació de la Sagrada Família de Natzaret (Piamartins);
- Congregació de la Sagrada Família de Bèrgam;
- Pobres Servents de la Divina Providència (Don Calabria);
- Fills de la Caritat (Canossians) (Canossians);
- Societat de Crist per als Emigrats de Polònia;
- Congregació de Jesús Sacerdot;
- Congregació de la Fraternitat Sacerdotal;
- Frares Franciscans de l'Atonement;
- Rogacionistes del Cor de Jesús;
- Missioners Servents de la Santíssima Trinitat;
- Congregació de Sant Joan Baptista Precursor;
- Missioners Servents dels Pobres (Bocat del Pobre);
- Legionaris de Crist;
- Congregació de Sant Miquel Arcàngel;
- Congregació de la Imitació de Crist (de Betània);
- Servents del Paràclit;
- Societat Missionera de Sant Pau;
- Cooperants Parroquials de Crist Rei;
- Fills de l'Amor Misericordiós;
- Missioners de la Nativitat de Maria;
- Congregació Missionera del Santíssim Sagrament;
- Pia Societat de Sant Gaietà;
- Fraternitat Sant Vicenç Ferrer;
- Missioners de la Divina Redempció;
- Servents de Jesús i Maria;
- Congregació de Santa Teresa del Nen Jesús (Little Flower);
- Frares Franciscans de la Immaculada;
- Societat dels Missioners Indis;
- Congregació dels Rosarians;
- Missioners del Sagrat Cor i Santa Maria de Guadalupe
- Missioners Servent de la Paraula;
- Institut Camí Nou.